# Minou du Donjon
Minou du Donjon est un cheval de course trotteur français né en 1978 et mort en 2000, élevé par Claude Bédier et entraîné par Jean-Lou Peupion. Il participait aux courses de trot.

## Carrière de courses
Après des débuts en province, Minou du Donjon court sur l'hippodrome de Vincennes à partir du mois d'avril 1981. Un an plus tard, il y remporte son premier semi-classique, le Prix Gaston Brunet, sous la casaque de Jean-Claude Rivault. Alors acquis par le Suédois John Erik Magnusson qui le confie à l'entrainement de Jean-Lou Peupion, il remporte en juin le Prix Louis Dubu puis le Prix Paul Leguerney en juillet. Il passe ensuite sous les couleurs d'Ann-Christin Peupion, l'épouse de Jean-Lou Peupion, pour lesquelles il remporte plusieurs semi-classiques. Il s'impose en septembre 1983 dans le classique Prix de l'Étoile. Son driver attitré est Michel Roussel.
En janvier 1985, après une victoire dans le Prix de Belgique, il est troisième du Prix d'Amérique derrière Lutin d'Isigny et Mon Tourbillon. Au cours de cette même année, il parcourt l'Europe, piloté par Olle Goop, remportant sa batterie dans l'Elitloppet en battant le record du monde en 1' 11" 5 (réduction kilométrique), puis gagnant la Copenhague Cup et l'Åby Stora Pris. L'année 1986 sera moins fastueuse et le cheval quitte les hippodromes après le Prix de France 1987.

## Palmarès
France

### Groupe 1
- Prix de l'Étoile (1983)
- 2e Prix de France (1984)
- 2e Prix de Sélection (1984)
- 3e Prix d'Amérique (1985)
- 3e Prix de Sélection (1983)
- 3e Grand Critérium de vitesse de la Côte d'Azur (1985)
- 3e Prix de l'Atlantique (1985)

### Groupe 2
- Prix d'Été (1983, 1985)
- Prix Gaston Brunet (1982)
- Prix Paul Leguerney (1982)
- Prix Ariste Hémard (1982)
- Prix Jean Le Gonidec (1983)
- Prix Roederer (1983)
- Prix Henri Levesque (1983)
- Prix Albert Demarcq (1983)
- Prix Marcel Laurent (1983)
- Prix d'Europe (1984)
- Prix de Belgique (1985)
- 2e Prix de Tonnac-Villeneuve (1982)
- 2e Prix Octave Douesnel (1982)
- 2e Prix de Croix (1983)
- 2e Prix Ovide Moulinet (1983)
- 2e Prix de Belgique (1984)
- 2e Prix des Ducs de Normandie (1984)
- 2e Prix d'Été (1984)
- 2e Prix de Bretagne (1984)
- 2e Prix de Bourgogne (1986)
- 3e Prix Jules Thibault (1982)
- 3e Prix Phaeton (1982)
- 3e Prix Jockey (1983)
- 3e Prix de Bourgogne (1984)

 Danemark
- Copenhague Cup (1985)

 Suède
- Aby Stora Pris (1985)
- Jubileumspokalen (1985)

 Italie
- 2e Grand Prix des Nations (1985)

 Finlande
- 3e Finlandia Ajo (1985)

 Union européenne
- Grand Circuit européen (1985)

## Origines
| Origines de Minou du Donjon, mâle, alezan. | Origines de Minou du Donjon, mâle, alezan. | Origines de Minou du Donjon, mâle, alezan. | Origines de Minou du Donjon, mâle, alezan. |
| ------------------------------------------ | ------------------------------------------ | ------------------------------------------ | ------------------------------------------ |
| Père Quioco                                | Vermont                                    | Javari                                     | Quo Vadis                                  |
| Père Quioco                                | Vermont                                    | Javari                                     | Reluisante                                 |
| Père Quioco                                | Vermont                                    | Action                                     | Nemrod                                     |
| Père Quioco                                | Vermont                                    | Action                                     | Nouvelle                                   |
| Père Quioco                                | Beatrix II                                 | Lord Williams                              | Sam Williams                               |
| Père Quioco                                | Beatrix II                                 | Lord Williams                              | Slim                                       |
| Père Quioco                                | Beatrix II                                 | Psappha                                    | Fakir V                                    |
| Père Quioco                                | Beatrix II                                 | Psappha                                    | Fille de l'Air III                         |
| Mère Geribia                               | Kerjacques                                 | Quinio                                     | Hernani III                                |
| Mère Geribia                               | Kerjacques                                 | Quinio                                     | Germaine                                   |
| Mère Geribia                               | Kerjacques                                 | Arlette III                                | Loudéac                                    |
| Mère Geribia                               | Kerjacques                                 | Arlette III                                | Maggy II                                   |
| Mère Geribia                               | Uribia                                     | Jocrise                                    | Volontaire                                 |
| Mère Geribia                               | Uribia                                     | Jocrise                                    | Cartacalla                                 |
| Mère Geribia                               | Uribia                                     | Junia                                      | Au Vent                                    |
| Mère Geribia                               | Uribia                                     | Junia                                      | Nevada V                                   |